# Лихацький Владислав Леонтійович
Владислав Леонтійович Лихацький (1926, хутір (тепер село) Сухоліски Прилуцького району Чернігівської області — 2001) — український селекціонер. Кандидат сільськогосподарських наук.
У 1950-1993 роках працював у Носівській дослідній станції.
Удосконалив технології вирощування насіння конюшини лучної та люцерни. Працював над впровадженням їх у виробництво. Виведені під його науковим керівництвом сорти конюшини лучної: «Носівська-4», «Носівська-5», «Атлас», «Агрос-12», люцерни: «Чернігівська», «Анді» та «Владислава» широко розповсюджені в Україні та за кордоном.

## Джерело
- Фурса В. М. Славні імена Носівщини. — Ніжин : ТОВ «Видавництво „Аспект-Поліграф“», 2009. — С. 17. — ISBN 978-966-340-357-1.